# ماربل (کارولینای شمالی)
ماربل (به انگلیسی: Marble) شهری در ایالت کارولینای شمالی کشور ایالات متحده آمریکا است که جمعیت آن در سرشماری سال ۲۰۱۰ میلادی، ۳۲۱ نفر بوده است.